# Puchar Narodów Afryki 2021 (kwalifikacje)/Grupa I
Grupa I jest jedną z dwunastu grup eliminacji do turnieju o Puchar Narodów Afryki 2021. Składa się z czterech niżej wymienionych reprezentacji:
- Senegal
- Kongo
- Gwinea Bissau
- Eswatini

Każda drużyna rozegra z każdym z pozostałych rywali dwa mecze, jeden na własnym stadionie, drugi na stadionie rywala. Mecze rozgrywane będą od listopada 2019 roku do września 2020. Dwa najlepsze zespoły w grupie uzyskają awans do turnieju finałowego.
Z powodu pandemii COVID-19 wszystkie mecze kolejek numer 3 i 4 (zaplanowane na marzec 2020), a także numer 5 (zaplanowane na czerwiec 2020) zostały odwołane, bez podania nowej daty ich rozegrania.
30 czerwca 2020 roku CAF ogłosił przesunięcie rozegrania turnieju głównego ze stycznia 2021 na styczeń 2022. 19 sierpnia 2020 roku zapadła decyzja o nowych terminach meczów eliminacyjnych: kolejki numer 3 i 4 mają zostać rozegrane w dniach 9-17 listopada 2020, a kolejki 5 i 6 22-30 marca 2021. 

## Tabela
| Msc. | Zespół        | M | W | R | P | Br+ | Br- | +/- | Pkt |
| ---- | ------------- | - | - | - | - | --- | --- | --- | --- |
| 1    | Senegal       | 6 | 4 | 2 | 0 | 10  | 2   | +8  | 14  |
| 2    | Gwinea Bissau | 6 | 3 | 0 | 3 | 9   | 7   | +2  | 9   |
| 3    | Kongo         | 6 | 2 | 2 | 2 | 5   | 5   | 0   | 8   |
| 4    | Eswatini      | 6 | 0 | 2 | 4 | 3   | 13  | -10 | 2   |

|               | Senegal | Gwinea Bissau | Kongo | Eswatini |
| ------------- | ------- | ------------- | ----- | -------- |
| Senegal       | X       | 2:0           | 2:0   | 1:1      |
| Gwinea Bissau | 0:1     | X             | 3:0   | 3:0      |
| Kongo         | 0:0     | 3:0           | X     | 2:0      |
| Eswatini      | 1:4     | 1:3           | 0:0   | X        |

## Wyniki

### Kolejka 1
| 13 listopada 2019 17:00 CET | Gwinea Bissau · Jorginho 40' · Piqueti 45' · João Mário 73' | 3:0(2:0)Raport | Eswatini | Estádio 24 de Setembro, Bissau Sędzia: Abdoul Ohabee Kanoso |
|                             |                                                             |                |          |                                                             |

| 13 listopada 2019 20:00 CET | Senegal · S. Sarr 26' · Diallo 28' | 2:0(2:0)Raport | Kongo | Stade Lat-Dior, Thiès Sędzia: Gehad Grisha |
|                             |                                    |                |       |                                            |

### Kolejka 2
| 17 listopada 2019 14:00 CET | Eswatini · Mamba 70' | 1:4(0:0)Raport | Senegal · Diédhiou 59', 66', 68' · P. Ndiaye 77' | Mavuso Sports Centre, Manzini Sędzia: Nehemia Shoovaleka |
|                             |                      |                |                                                  |                                                          |

| 17 listopada 2019 17:00 CET | Kongo · Ibara 11' · Ganvoula 70' · Makiesse 79' | 3:0(1:0)Raport | Gwinea Bissau | Stade Alphonse Massemba-Débat, Brazzaville Sędzia: Fabricio Duarte |
|                             |                                                 |                |               |                                                                    |

### Kolejka 3
| 11 listopada 2020 17:00 CET | Senegal · Mané 44' (k.) · Nguette 74' | 2:0(1:0)Raport | Gwinea Bissau | Stade Lat-Dior, Thiès Sędzia: Eric Otogo-Castane |
|                             |                                       |                |               |                                                  |

| 12 listopada 2020 17:00 CET | Kongo · Ibara 77' · Makiesse 81' | 2:0(0:0)Raport | Eswatini | Stade Alphonse Massemba-Débat, Brazzaville Sędzia: Joseph Odey Ogabor |
|                             |                                  |                |          |                                                                       |

### Kolejka 4
| 15 listopada 2020 17:00 CET | Gwinea Bissau | 0:1(0:0)Raport | Senegal · Mané 82' | Estádio 24 de Setembro, Bissau Sędzia: Adil Zourak |
|                             |               |                |                    |                                                    |

| 16 listopada 2020 14:00 CET | Eswatini | 0:0(0:0)Raport | Kongo | Mavuso Sports Centre, Manzini Sędzia: Hassan Mohamed Hagi |
|                             |          |                |       |                                                           |

### Kolejka 5
| 26 marca 2021 14:00 CET | Eswatini · Badenhorst 21' | 1:3(1:2)Raport | Gwinea Bissau · Djaló 15' · Semedo 25' · Pelé 50' | Mavuso Sports Centre, Manzini Sędzia: Jean-Claude Ishimwe |
|                         |                           |                |                                                   |                                                           |

| 26 marca 2021 17:00 CET | Kongo | 0:0(0:0)Raport | Senegal | Stade Alphonse Massemba-Débat, Brazzaville Sędzia: Mahmoud El Banna |
|                         |       |                |         |                                                                     |

### Kolejka 6
| 30 marca 2021 18:00 CET | Senegal · Kouyaté 90+6' | 1:1(0:1)Raport | Eswatini · Gamedze 9' | Stade Lat-Dior, Thiès Sędzia: Sekou Ahmed Toure |
|                         |                         |                |                       |                                                 |

| 30 marca 2021 18:00 CET | Gwinea Bissau · Piqueti 45+1' · Mendy 73' · Jorginho 80' | 3:0(1:0)Raport | Kongo | Estádio 24 de Setembro, Bissau Sędzia: Kouassi Attiogbe |
|                         |                                                          |                |       |                                                         |

## Strzelcy
3 gole
- Famara Diédhiou

2 gole
- Prince Ibara
- Junior Makiesse
- Jorginho
- Piqueti
- Sadio Mané

1 gol
- Silvère Ganvoula M’boussy
- Felix Badenhorst
- Fanelo Mamba
- Marcelo Djaló
- João Mário
- Frédéric Mendy
- Pelé
- Alfa Semedo
- Silvère Ganvoula M’boussy
- Habib Diallo
- Cheikhou Kouyaté
- Papa Alioune Ndiaye
- Opa Nguette
- Sidy Sarr